# 6-ортоплекс
| 6-ортоплекс | 6-ортоплекс                    |
| --- | ------------------------------ |
| 6-ортоплекс. 12 его вершин спроецированы на 3-мерное пространство как 12 вершин правильного икосаэдра. Каждые две вершины этого икосаэдра (кроме противоположных) соединены ребром. |                                |
| Тип | Правильный шестимерный политоп |
| Символ Шлефли | {3,3,3,3,4}                    |
| 5-мерных ячеек | 64                             |
| 4-мерных ячеек | 192                            |
| Ячеек | 240                            |
| Граней | 160                            |
| Рёбер | 60                             |
| Вершин | 12                             |
| Вершинная фигура | 5-ортоплекс                    |
| Двойственный политоп | 6-гиперкуб                     |

6-ортоплекс, или гексакросс или гексаконтитетрапетон— шестимерное геометрическое тело, правильный шестимерный политоп, имеющий 12 вершин, 60 рёбер, 160 граней - правильных треугольника, 240 правильнотетраэдрических 3-гиперграней, 192 пятиячейниковых 4-гиперграни и 64 5-ячейки, имеющих форму правильного 5-симплекса. 6-ортоплекс — это один из бесконечного множества гипероктаэдров — политопов, двойственных гиперкубам. 6-ортоплекс - тело, двойственное гексеракту. 6-ортоплекс - 5-ортоплексовая гипербипирамида.

## Декартовы координаты
В Декартовой системе координат вершины 6-ортоплекса с центром в начале координат имеют следующие координаты: (±1,0,0,0,0,0), (0,±1,0,0,0,0), (0,0,±1,0,0,0), (0,0,0,±1,0,0), (0,0,0,0,±1,0), (0,0,0,0,0,±1). 
Каждые две вершины 6-ортоплекса (кроме противоположных) соединены ребром.